# 神戸労災病院
独立行政法人労働者健康安全機構 神戸労災病院（どくりつぎょうせいほうじんろうどうしゃけんこうふくしきこう こうべろうさいびょういん）は、兵庫県神戸市中央区籠池通にある医療機関。独立行政法人労働者健康福祉機構が運営する労災病院である。

## 沿革
- 1964年（昭和39年）7月1日 - 診療を開始する。

## 診療科目
- 内科
- 消化器科
- 循環器科
- 放射線科
- 神経科
- 外科
- 整形外科
- 呼吸器内科
- 心臓血管外科
- 皮膚科
- リハビリテーション科
- 泌尿器科
- 眼科
- 糖尿病内科
- 耳鼻咽喉科
- 心療内科
- 精神科
- 麻酔科
- 消化器疾患センター
- 勤労者予防医療部
- 勤労者心臓センター
- 勤労者腰痛センター
- アスベスト疾患ブロックセンター

## 医療機関の認定
（下表の出典）
| 保険医療機関                                   | 労災保険指定医療機関                   |
| 指定自立支援医療機関（更生医療）               | 指定自立支援医療機関（育成医療）       |
| 臨床研修病院                                   | 指定自立支援医療機関（精神通院医療）   |
| 身体障害者福祉法指定医の配置されている医療機関 | 生活保護法指定医療機関                 |
| 結核指定医療機関                               | 原子爆弾被害者一般疾病医療取扱医療機関 |
| DPC対象病院                                    | 地域医療支援病院                       |

- 救急告示病院（二次救急）[2]
- 公益財団法人日本医療機能評価機構認定病院(3rdG:Ver.2.0(4回目,2019年11月1日認定,2024年8月22日認定有効期限))[3]
- このほか、各種法令による指定・認定病院であるとともに、各学会の認定施設でもある。

## 認定専門医人数
（下表の出典）
| 認定医・専門医名等 | 人数 | 学会名 (厚生労働大臣 届出団体)     | 認定医・専門医名等     | 人数 | 学会名 (厚生労働大臣 届出団体)         |
| ------------------ | ---- | ---------------------------------- | ---------------------- | ---- | -------------------------------------- |
| 整形外科専門医     | 9人  | 公益社団法人日本整形外科学会       | 心臓血管外科専門医     | 2人  | 特定非営利活動法人日本心臓血管外科学会 |
| 皮膚科専門医       | 1人  | （社）日本皮膚科学会               | 麻酔科専門医           | 2人  | 公益社団法人日本麻酔科学会             |
| 放射線科専門医     | 2人  | 公益社団法人日本医学放射線学会     | 消化器内視鏡専門医     | 4人  | 一般社団法人日本消化器内視鏡学会       |
| 眼科専門医         | 1人  | 公益財団法人日本眼科学会           | 耳鼻咽喉科専門医       | 1人  | 一般社団法人日本耳鼻咽喉科学会         |
| 病理専門医         | 1人  | 一般社団法人日本病理学会           | 総合内科専門医         | 8人  | 一般社団法人日本内科学会               |
| 外科専門医         | 5人  | 一般社団法人日本外科学会           | 糖尿病専門医           | 2人  | 一般社団法人日本糖尿病学会             |
| 肝臓専門医         | 1人  | 一般社団法人日本肝臓学会           | 感染症専門医           | 1人  | 一般社団法人日本感染症学会             |
| 循環器専門医       | 9人  | 一般社団法人日本循環器学会         | ペインクリニック専門医 | 1人  | 一般社団法人日本ペインクリニック学会   |
| 呼吸器専門医       | 3人  | 一般社団法人日本呼吸器学会         | 消化器病専門医         | 8人  | 一般財団法人日本消化器病学会           |
| 消化器外科専門医   | 4人  | 一般社団法人日本消化器外科学会     | 細胞診専門医           | 1人  | 公益社団法人日本臨床細胞学会           |
| 心臓血管外科専門医 | 1人  | 特定非営利活動法人日本胸部外科学会 | 精神科専門医           | 1人  | 公益社団法人日本精神神経学会           |

## アクセス
- JR神戸線「三ノ宮駅」、阪急神戸本線「神戸三宮駅」、阪神本線「神戸三宮駅」、神戸市営地下鉄西神・山手線「三宮駅」から神戸市バス乗車（2系統、18系統）「野崎三丁目」停留所下車正面[4]。
- 阪急神戸本線「六甲駅」から神戸市バス乗車（2系統）、「野崎通３丁目」停留所下車正面[4]。
- JR神戸線「灘駅」から神戸市バス（102系統）乗車、「野崎通３丁目」停留所下車正面[4]。
- 患者送迎バスを運行している（詳細：外部リンク）[4]。

## 外部サイト
- 神戸労災病院